# Vladimir Frolov
Vladimir Petrovič Frolov (rusky Владимир Петрович Фролов; 6. února 1967 – 10. března 2022) byl ruský generálmajor, který zemřel během ruské invaze na Ukrajinu v roce 2022.

## Život
Vladimir Frolov se narodil do rodiny veterána z druhé světové války. Do hodnosti generálmajora byl povýšen prezidentským dekretem Vladimira Putina č. 595 ze dne 12. prosince 2019.
8. gardová vševojsková armáda, jejímž zástupcem velitele byl Frolov, se aktivně zapojila do obléhání Mariupolu. Podle Tsargrad TV Frolov zemřel nejdříve 10. března 2022.
Jeho smrt oznámili ruští představitelé 16. dubna 2022. Ve stejný den se konal pohřeb s vojenskými poctami na petrohradském Serafimovském hřbitově. Ceremoniálu se zúčastnil gubernátor Petrohradu Alexandr Beglov.
Dekretem prezidenta Vladimira Putina ze dne 25. prosince 2023 obdržel titul Hrdiny Ruské federace in memoriam.